# Ghiacciaio Herniman
Il ghiacciaio Herniman è un ghiacciaio lungo circa 2 km e largo altrettanto situato sull'isola di James Ross, davanti alla costa orientale della penisola Trinity, l'estremità settentrionale della Terra di Graham, in Antartide. Il ghiacciaio si trova in particolare sulla costa sud-occidentale dell'isola, all'interno di un ripido circo glaciale, dove fluisce verso nord-ovest, poco a sud del ghiacciaio Barnola, da cui lo divide un promontorio, fino a entrare nella baia di Röhss.

## Storia
Così come l'intera isola di James Ross, il ghiacciaio Herniman è stato cartografato per la prima volta nel corso della Spedizione Antartica Svedese, condotta dal 1901 al 1904 al comando di Otto Nordenskjöld, tuttavia esso è stato così battezzato solo nel 2012 dal Comitato britannico per i toponimi antartici in onore di Simon Herniman, assistente di ricerca sul campo per il British Antarctic Survey dal 2003 al 2009, periodo in cui si occupò della raccolta di carote di ghiaccio sull'isola Berkner, che dal 2008 al 2009 fu anche supervisore presso la stazione di ricerca artica di Ny-Ålesund, in Norvegia.